# Лукино (Серпуховски район)
Лукино (на руски: Лукино) е село в Серпуховски район, Московска област, Русия. Населението му през 2010 година е 115 души.

## География

### Разположение
Лукино е разположено в централната част на Европейска Русия, на брега на река Каменка. Надморската му височина е 176 метра. Намира се на 13 километра северно от Серпухов.

### Климат
Климатът в Лукино е умереноконтинентален (Dfb по Кьопен) с горещо и сравнително влажно лято и дълга студена зима.

## Население
| 2002 | 2006 | 2010 |
| ---- | ---- | ---- |
| 135  | 107  | 115  |